# Górka (Czernichów)
Górka – część wsi Czernichów w Polsce, położona w województwie małopolskim, w powiecie krakowskim, w gminie Czernichów.
W latach 1975–1998 Górka należała administracyjnie do województwa krakowskiego.